# Liste der Biografien/Pfo
Liste der Biografien |
Portal Biografien |
Personensuche
# |
A |
B |
C |
D |
E |
F |
G |
H |
I |
J |
K |
L |
M |
N |
O |
P |
Q |
R |
S |
T |
U |
V |
W |
X |
Y |
Z |
?
 
Pa |
Pc |
Pe |
Pf |
Ph |
Pi |
Pj |
Pk |
Pl |
Pm |
Pn |
Po |
Pr |
Ps |
Pt |
Pu |
Pv |
Pw |
Py
 
Pfa |
Pfe |
Pfi |
Pfl |
Pfn |
Pfo |
Pfr |
Pfu |
Pfy
Die Liste der Biografien führt alle Personen auf, die in der deutschsprachigen Wikipedia einen Artikel haben. Dieses ist eine Teilliste mit 54 Einträgen von Personen, deren Namen mit den Buchstaben „Pfo“ beginnt.

## Pfo

### Pfoc
- Pfoch, Hubert (1920–2008), österreichischer Politiker (SPÖ), Landtagsabgeordneter

### Pfod
- Pföderl, Leonhard (* 1993), deutscher EishockeyspielerLeonhard Pföderl (* 1993)

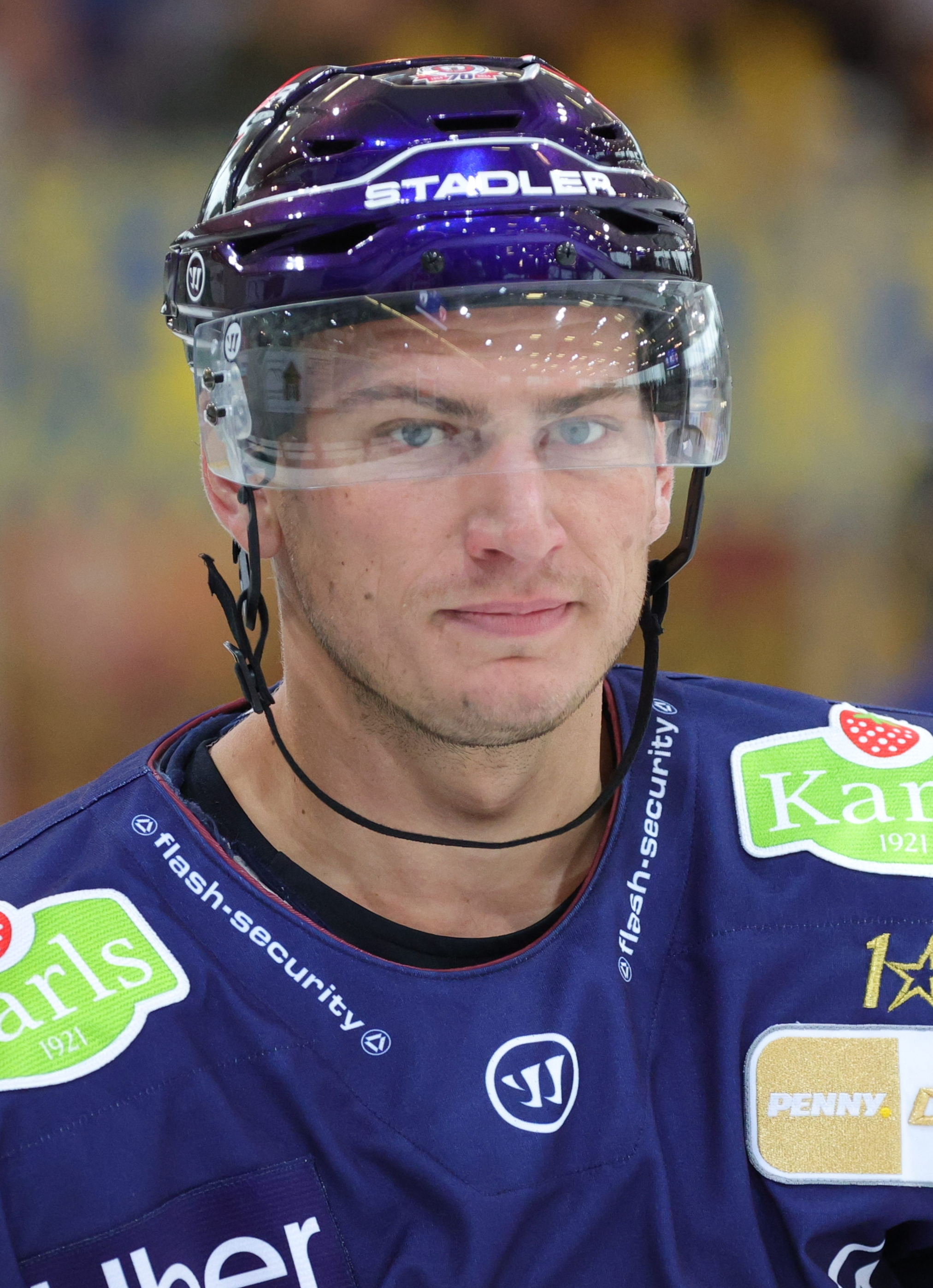
Leonhard Pföderl (* 1993)

### Pfoe
- Pfoertner, Carl Gottlob Moritz Gottfried von (1745–1813), preußischer Landrat

### Pfoh
- Pfohe, Hans (1918–2004), deutscher Unternehmer, Gründer der Lucia Strickwarenfabrik
- Pfohl, Alexander (1894–1953), deutscher Glasdesigner, Landschaftsmaler und Hochschullehrer
- Pfohl, Cornelia (* 1971), deutsche Bogenschützin
- Pfohl, Fabio (* 1995), deutscher Eishockeyspieler
- Pfohl, Ferdinand (1862–1949), deutscher Musikkritiker und Komponist
- Pfohl, Friedrich (1919–2005), österreichischer Industrieller und Politiker (ÖVP), Landtagsabgeordneter der Steiermark
- Pfohl, Gerhard (1929–2016), deutscher Klassischer Philologe, Epigraphiker und Medizinhistoriker
- Pfohl, Hans-Christian (* 1942), deutscher Wirtschaftswissenschaftler, Wirtschaftsingenieur, Professor für Betriebswirtschaftslehre
- Pfohl, Stephen J., US-amerikanischer Soziologe
- Pföhler, Jürgen (* 1958), deutscher Jurist, Politiker (CDU) und Landrat
- Pföhler, Wolfgang (* 1953), deutscher Politiker (CDU) und Manager
- Pfohmann, Martin (* 1988), deutscher Eishockeyspieler

### Pfor
- Pfordt, Friedrich (1900–1957), deutscher Politiker (USPD, KPD)
- Pfordt, Maria (* 1949), deutsche Bürgermeisterin
- Pfordte, Franz (1840–1917), deutscher Meisterkoch
- Pfordte, Helmut (* 1940), deutscher Landwirt und Politiker (DBD, CDU), MdL (Sachsen)
- Pfordte, Maximilian (* 1998), deutscher Nordischer Kombinierer
- Pfordten, Dietmar von der (* 1964), deutscher Philosoph
- Pfordten, Hermann von der (1857–1933), deutscher Altphilologe und Musikwissenschaftler
- Pfordten, Ludwig von der (1811–1880), bayerischer und sächsischer Rechtswissenschaftler und PolitikerLudwig von der Pfordten (1811–1880)

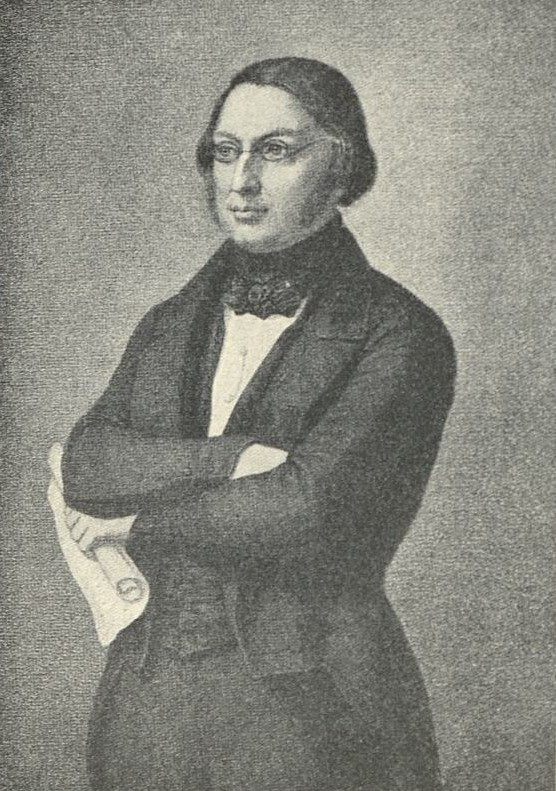
Ludwig von der Pfordten (1811–1880)

- Pfordten, Otto von der (1861–1918), deutscher Chemiker, Philosoph und Dichter
- Pfordten, Theodor von der (1873–1923), deutscher Oberstlandesgerichtsrat, beim Hitlerputsch tödlich verwundet
- Pforr, David (1631–1688), deutscher evangelisch-reformierter Theologe und Hofprediger
- Pforr, Franz (1788–1812), Maler der deutschen Romantik
- Pforr, Heinrich (1880–1970), deutscher Maler
- Pforr, Herbert (1931–2025), deutscher Bergingenieur und Museumsdirektor
- Pforr, Johann Georg (1745–1798), deutscher Tiermaler
- Pforr, Philipp (1865–1949), deutscher Industrieller
- Pförringer, Dominik (* 1980), deutscher Orthopäde und Unfallchirurg, Hochschuldozent und Autor
- Pförringer, Wolfgang (* 1944), deutscher Orthopäde und Sportmediziner
- Pforte, Dietger (* 1940), deutscher Literaturwissenschaftler und Hochschullehrer
- Pforte, Hans von der († 1651), kursächsischer Kriegsobrist und Diplomat
- Pförtner, Christiaan (* 1966), deutscher Fußballspieler
- Pförtner, Heinrich VI. († 1646), deutscher Zisterzienserabt
- Pförtsch, Klara (* 1906), deutsche Kommunistin und Lagerälteste in den KZ Ravensbrück und Auschwitz
- Pförtsch, Waldemar (* 1951), deutscher Ökonom, Professor für International Business und Betriebswirtschaftslehre

### Pfos
- Pfoser, Alfred (* 1952), österreichischer Essayist und Bibliothekar
- Pfoser, Nicole (* 1970), deutsche Architektin, Innen- und Landschaftsarchitektin sowie Hochschullehrerin
- Pfoser-Almer, Wolfgang (* 1975), österreichischer Filmemacher und Kulturmanager
- Pfosi, Guido (* 1965), Schweizer Eishockeyspieler
- Pföß, Patrick (* 1981), deutscher Komponist
- Pfost, Gracie (1906–1965), US-amerikanische Politikerin
- Pfost, Haiko (* 1972), deutscher Dramaturg und Kurator für zeitgenössische darstellende Künste

### Pfot
- Pfotel, Johann (1445–1511), deutscher Rechtsgelehrter und Diplomat
- Pfotenhauer, Ernst Friedrich (1771–1843), deutscher Rechtswissenschaftler
- Pfotenhauer, Fritz (1885–1945), deutscher Jurist und Polizeibeamter
- Pfotenhauer, Helmut (* 1946), deutscher Germanist
- Pfotenhauer, Johann Georg (1710–1757), deutscher lutherischer Theologe
- Pfotenhauer, Nancy (* 1964), US-amerikanische Lobbyistin
- Pfotenhauer, Paul (1842–1897), deutscher Archivar und Historiker
- Pfotenhauer, Wilhelm (1812–1877), Oberbürgermeister von Dresden und Mitglied des Sächsischen Landtags